# Thomas Kretschmer (Politiker)
Thomas Kretschmer (* 20. Oktober 1954 in Magdeburg, DDR; † 9. Januar 2023) war ein deutscher Politiker (DDR-CDU bis 1990, CDU). 

## Ausbildung und Beruf
Nach dem Besuch der Schule begann Kretschmer 1976 ein Studium an der Technischen Hochschule Ilmenau, das er 1981 als Dipl.-Ingenieur für Bauelemente-Elektronik abschloss. Von 1983 bis 1985 absolvierte er ein postgraduales Studium an der Technischen Hochschule Karl-Marx-Stadt mit dem Abschluss als Fachingenieur für Mikroprozessortechnik.
Als Mitarbeiter für Forschung und Entwicklung war Kretschmer von 1981 bis 1982 in Erfurt tätig. Von 1982 bis 1991 arbeitete er als Programmanalytiker und Softwareingenieur in Mühlhausen.
Von Mai 2008 bis 2013 war er Geschäftsführer der Gesellschaft für Arbeits- und Wirtschaftsförderung des Freistaates Thüringen mbH (GFAW) in Erfurt, einer Tochter der Thüringer Aufbaubank. Von 2013 bis 2014 studierte er Mediation an der Fachhochschule Erfurt. Seither betätigte er sich freiberuflich als Wirtschaftsmediator für die Centrale für Mediation.
Thomas Kretschmer starb am 9. Januar 2023 im Alter von 68 Jahren. Er lebte in Mühlhausen.

## Politik
Kretschmer war von 1988 bis 1990 Mitglied des Vorstandes der DDR-Blockpartei CDU im  Bezirk Erfurt.
Kretschmer war Kreistagsmitglied im Unstrut-Hainich-Kreis und wurde im Februar 2015 zum Vorsitzenden des CDU-Kreisverbandes Unstrut-Hainich gewählt.
Von 1990 bis 2008 war Kretschmer Mitglied des Thüringer Landtages. Bei den Landtagswahlen 1994, 1999 und 2004 zog er als Direktkandidat über den Wahlkreis Unstrut-Hainich-Kreis I ins Parlament ein. Bis 1994 war er im Landtag Vorsitzender des Wirtschaftsausschusses; im Anschluss daran übte er die Funktion des wirtschaftspolitischen Sprechers der CDU-Fraktion aus.

## Ehrungen
Am 30. Dezember 2022 wurde Kretschmer der Thüringer Verdienstorden durch Ministerpräsident Bodo Ramelow verliehen.